# ヤクルトレディースゴルフトーナメント
ヤクルトレディースゴルフトーナメントは、1980年 - 1999年にヤクルト本社主催で福岡県宗像市の福岡国際カントリークラブで開催されていた日本女子プロゴルフ協会公認の女子プロゴルフトーナメントである、1980年から1989年までは「ヤクルトミルミルレディースゴルフトーナメント」という大会名だった。
テレビ中継は、テレビ西日本の制作でフジテレビ系列で全国ネットされていた。

## 歴代優勝者
ヤクルトミルミルレディースゴルフトーナメント時代
- 1980年 : 日蔭温子
- 1981年 : 森口祐子
- 1982年 : 黄玥珡
- 1983年 : 森口祐子
- 1984年 : 今堀りつ
- 1985年 : 日蔭温子
- 1986年 : 涂阿玉
- 1987年 : 日蔭温子
- 1988年 : 山口香代子
- 1989年 : 塩谷育代

ヤクルトレディースゴルフトーナメント時代
- 1990年 : 山崎千佳代
- 1991年 : 森口祐子
- 1992年 : J.セビル
- 1993年 : 高須愛子
- 1994年 : 肥後かおり
- 1995年 : 福嶋晃子
- 1996年 : 原田香里
- 1997年 : 池渕富子
- 1998年 : 高須愛子
- 1999年 : 村口史子